# Earlandinitidae
Earlandinitidae es una familia de foraminíferos bentónicos de la superfamilia Nodosinelloidea, del suborden Fusulinina y del orden Fusulinida. Su rango cronoestratigráfico abarca desde el Frasniense (Devónico superior) hasta el Namuriense (Carbonífero superior).

## Clasificación
Earlandinitidae incluye a los siguientes géneros:
- Darjella †
- Earlandinita †
- Lugtonia †
- Tikhinella †